# Deep Lake Water Cooling System
43° 36′ 56″ N, 79° 22′ 55″ O

Le Deep Lake Water Cooling System (Système de refroidissement par l'eau profonde du lac) ou DLWC est un projet de refroidissement de source d'eau profonde à Toronto, au Canada. L'objectif de ce système est d'exploiter la source froide renouvelable qu'est le lac Ontario pour climatiser les immeubles situés au centre-ville de Toronto.
Le système a été construit par Enwave (en) et son exploitation a commencé le 17 août 2004. Plusieurs infrastructures notables de la ville profitent de ce système, tel que le Royal Bank Plaza, le RBC Centre, le Palais des congrès du Toronto métropolitain et la Scotiabank Arena,.
Par rapport à la climatisation traditionnelle, l'utilisation de ce système permet de réduire la consommation d'électricité de 75 % toutes choses égales par ailleurs.

## Développement
Financée par la Fédération canadienne des municipalités, la construction a commencé en 1997. Le système est lancé le 17 août 2004 chez Steam Whistle Brewing, l'un des clients d'Enwave. Le ministre de l'Énergie de l'Ontario Dwight Duncan, le ministre canadien des Ressources humaines et du Développement des compétences Joe Volpe, la mairesse adjointe de Toronto Sandra Bussin et l'acteur Alec Baldwin étaient présents à l'inauguration. Le lancement a coïncidé avec l'anniversaire de la panne de courant nord-américaine de 2003, qui avait affecté plusieurs dizaines de millions d'habitants.

## Fonctionnement
Le DLWC compte trois gros tuyaux d'une longueur de 5 kilomètres, posés au fond du lac Ontario jusqu'à 83 mètres de profondeur. L'eau y est à une température constante de 4° C, sa température est protégée par une couche d'eau au-dessus, appelée thermocline. L'eau est pompée vers une usine de filtration puis vers une station de transfert de chaleur au bord du lac. Le froid est transféré du circuit principal vers une boucle fermée, constituée de canalisations plus petites qui alimentent les tours du quartier financier de la ville. Construit pour un coût de 230 millions de dollars canadiens (200 millions d'euros) sur quatre ans, le système est géré par Enwave Energy Corporation.
Le fluide caloporteur utilisé dans le circuit secondaire est un mélange eau/glycol. Le mélange de glycol est refroidi au niveau des échangeurs de chaleur de la station de pompage. Il est mis en mouvement à l'aide de pompes dans les ventilo-convecteurs installés dans les immeubles de grande hauteur de la région desservie par Enwave au centre-ville de Toronto, où il absorbe l'énergie et répète le cycle pour assurer le refroidissement et la déshumidification. Ce système est avantageux car il réduit, voire supprime complètement l'utilisation du refroidisseur pendant les mois d'été et les saisons intermédiaires, réduisant ainsi la consommation d'énergie, ainsi que le nombre de tours de refroidissement par évaporation en fonctionnement, qui sont susceptibles de devenir des lieux de reproduction pour la bactérie Legionella pneumophila.